# 日本とフィンランドの関係
本項では、日本とフィンランドの関係（日芬関係、フィンランド語: Suomen ja Japanin suhteet、スウェーデン語: Relationer mellan Finland och Japan、英語: Finland–Japan relations）について述べる。

## 歴史

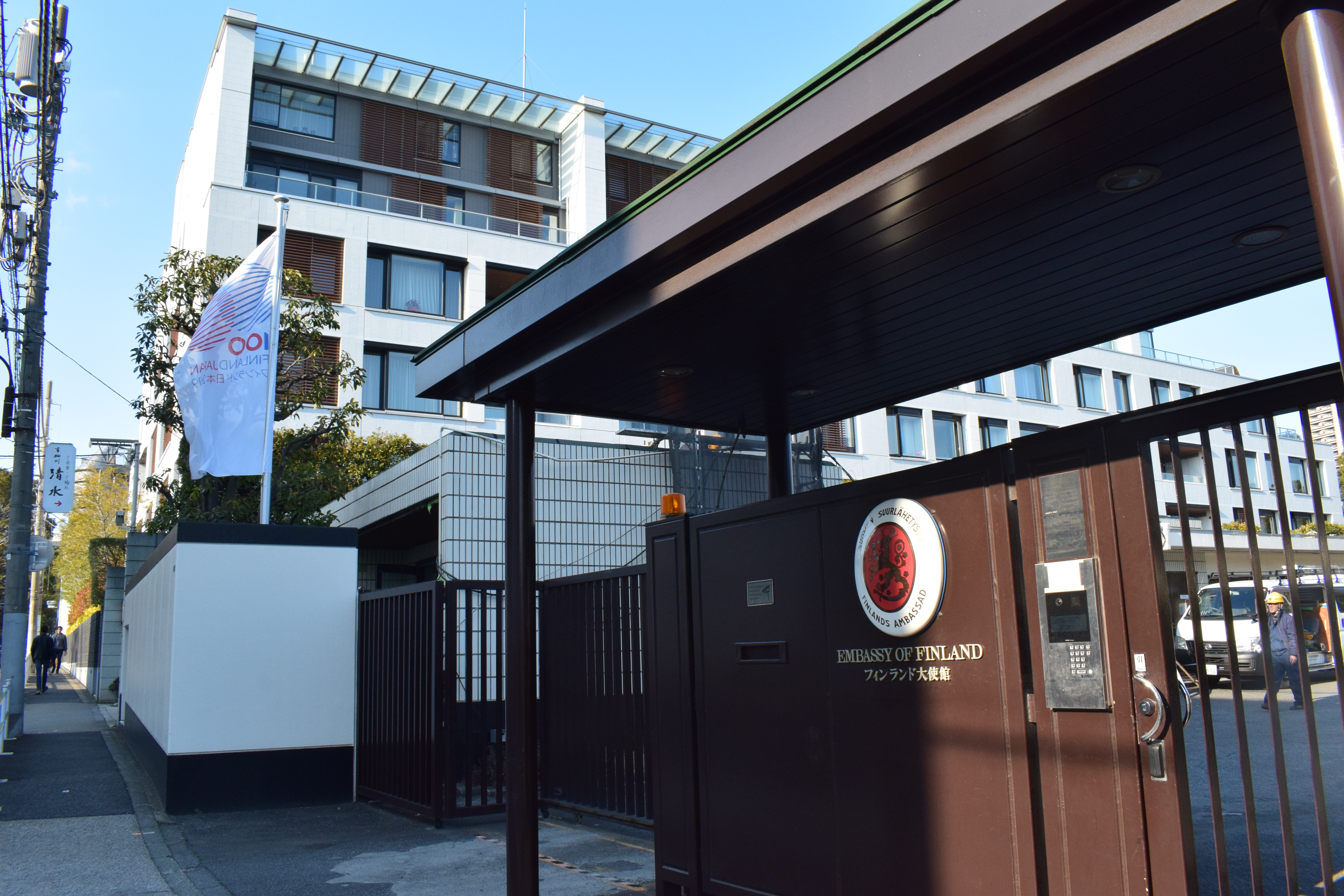
国交樹立100周年を記念する旗を掲揚している駐日フィンランド大使館（2016年）

最も早い時期に公的な立場で日本を訪問したフィンランド人は、エカチェリーナ2世の命により交易調査のために日本に派遣されたアダム・ラクスマンで、1792年に釧路に上陸した。次いで、1879年に冒険家アドルフ・エリク・ノルデンショルドが北極海航路を通り、横浜港に到達している。国交樹立の約20年前からは、フィンランド人宣教師が日本での活動を行っている。
1917年に独立宣言を採択したフィンランドは、1919年に日本から独立の承認を得た。日露戦争で実力を示し、コンニ・ジリアクス (Konni Zilliacus) など、フィンランド独立運動活動家に対して支援を行った日本からの承認は、フィンランドにとって大きな意味をもつものであった。まだ自国の外交官がいなかったため、ルードルフ・ホルスティ外務大臣は、外務省外の人材としてアルタイ諸語を専門とするヘルシンキ大学教授のグスターフ・ラムステッドを初代公使に任命した。地政学上ロシア極東部の情勢を把握しやすい位置にあることもあり、日本はアジア諸国のうちフィンランドが常駐使節を送った最初の国となった。ラムステッドはマルセイユから日本へ向かう伊予丸の船中で、ロンドンで購入した書籍や日本人乗客の協力により日本語を学んだ。日本に着く頃には流暢な会話ができ、通訳を依頼する必要がないほどであった。1919年晩秋、築地精養軒ホテルに在外フィンランド公館を開設。1920年5月には麻布の旧アルゼンチン大使館に移転したが、1923年9月の関東大震災により喪失した。
両国間の貿易が始まったのもこのころであり、1920年代初めには日本の絹製品や陶器がフィンランドで知られるようになる。1930年代にはフィンランドから日本へパルプなどの工業製品の輸出が始まった。
1920年代半ばにはソビエト連邦極東部の軍事的緊張が緩和したことから、駐日フィンランド外交官の活動は通商・政治に重点を置く。1920年代末になると、日本の軍部に国粋主義が台頭し始めた。1941年からは日本の軍事行動により、フィンランドの外交団は大きな制約を受けることとなる。そして1944年には両国間の国交は断絶した。
1952年、フィンランド政府と連合国軍最高司令官総司令部との協議により、日本にフィンランドの通商代表を駐留させることに合意。在日フィンランド通商代表部･総領事館と在ヘルシンキ日本国総領事館を開設した。総領事館は1957年に公使館となる。1962年9月26日、ヴィルヨ・アホカス大使が昭和天皇に信任状を捧呈した時点で、公使館は正式に大使館に指定された。
1977年2月には、ケイヨ・コルホネン (Keijo Korhonen) 外務大臣が日本に初の公式訪問。同年12月には、カレヴィ・ソルサ首相が、日本で開催された社会主義インターナショナルの国際会議に出席した。日本からは1985年に安倍晋太郎外務大臣、同年に皇太子・皇太子妃（当時。令和時代の上皇・上皇后）、1987年には当時の内閣総理大臣中曽根康弘がフィンランドを公式訪問するなど、交流を深めている。2000年5月には天皇・皇后（当時。令和時代の上皇・上皇后）が、オランダ・スウェーデン訪問の際にフィンランドに立ち寄っている。
2011年の東日本大震災の際には、タルヤ・ハロネン大統領から天皇に宛ててお見舞い表明があったほか、寄付金や物資の支援があった。
2019年には国交樹立100周年を迎えた。

### 年表
- 1917年12月6日 - ロシアからフィンランドが独立[12]。
- 1919年5月23日 - 日本がフィンランドに国家の承認を与える[12]。
- 1919年9月6日 - グスターフ・ラムステッドが外交使節として任命される[12]。
- 1921年 - 畑良太郎在スウェーデン特命全権公使がフィンランド公使を兼任[12]。
- 1924年 - 通商航海条約発効[10]。
- 1935年 - フィンランド日本協会発足[13]。
- 1944年 - 第二次世界大戦により、外交関係中断[12]。
- 1952年 - 領事・通商レベルでの外交再開[12]。
- 1957年 - 在フィンランド日本公使館・在日フィンランド公使館再開[12]。
- 1958年 - 査証免除協定締結[14]。
- 1962年 - 公使館を大使館に昇格[12]。
- 1972年 - 租税条約発効[10]。
- 1973年 - 日本フィンランド経済協会（現・日本フィンランド協会）発足[15]。
- 1978年 - 文化協定締結[12]。
- 1981年 - 航空協定発効[10]。
- 1983年 - フィンランド航空により、東京 - ヘルシンキ間の直行便就航[12]。
- 1997年 - 科学技術協力協定発効[10]。
- 1999年 - 在日フィンランド商工会議所設立[4]。
- 2019年 - 国交樹立100周年。

## 現状
多くの日本人が持つフィンランドのイメージは、サンタクロースやオーロラといった異国情緒あるもののみならず、高い教育水準やノキアなどのハイテク産業も認知されている。これに対し、多くのフィンランド人は日本に対し、高品質の自動車や電気製品、漫画などのサブカルチャー、日本料理などを評価している。1905年の日本海海戦の勝利により、ロシアからフィンランドへの影響が弱まったこと、オーランド諸島帰属問題において、当時の国際連盟議長国であった日本がフィンランドにとって納得のいく解決法を採ったことによる歴史的背景も、フィンランドから日本に対する印象を良好なものにしている。現在の両国間には政治的な懸案がなく、民間部門を中心に良好な関係を保っている。
航空便での所要時間はおよそ9時間半で、「日本から一番近いヨーロッパ」として、成田国際空港・中部国際空港・関西国際空港とヘルシンキ国際空港との間に直行の定期航空路線が開設されている。2011年11月から2012年3月までの間にフィンランドに入国した旅行者のうち、日本からの渡航者はロシア、イギリス、ドイツ、スウェーデン、フランス、エストニアに次いで第7位であった。フィンランドはシェンゲン協定に加盟しており、6カ月の間に90日以内の滞在であれば査証や在留許可、就労許可は不要である。2011年10月現在、フィンランドに在留する日本人は1,438人。在日フィンランド人は604人である。フィンランドでは日本の漫画やアニメーション(『ムーミン』、『牧場の少女カトリ』)が親しまれていることもあり、日本語学習者が増加傾向にある。2005年12月4日には、デンマークとともに北欧で初となる日本語能力試験がヘルシンキで開催された。
日本国内には、日本フィンランド協会をはじめとする友好団体が主要なものだけで17団体、フィンランド国内には、1935年にフィンランドにおける国際友好団体としては3番目に結成されたフィンランド日本協会をはじめとする友好団体が活動している。日本国内には駐日フィンランド大使館の他、大阪市に名誉総領事館、札幌市・名古屋市・長野市・北九州市に名誉領事館が開設されている

### 経済
2011年の両国間の貿易額は、日本からフィンランドへの輸出額は877億円で、自動車が半分近くを占める。フィンランドから日本への輸出額は1055億円で、内訳は木材、紙、コバルト、通信機などである。2009年以降、フィンランドから日本への輸入超過となっている。教育水準が高く、労働争議が少ないものの、高賃金で市場規模も小さいことから、日本からの製造業の進出は低調である。フィンランドからの紙やログハウスを含む林業製品の総輸出量は30%に満たないが、日本向けは約40%と比率が高くなっている。

### 姉妹・友好都市
- 姉妹都市

青森県深浦町 - ラヌア（1990年締結、当時は岩崎村）
埼玉県新座市 - ユヴァスキュラ（1997年締結）
島根県出雲市 - カラヨキ（2003年締結、当時は簸川郡多伎町）
- 友好都市

福井県 - ヴィヒティ（1980年締結、青年の船事業を通じた交流）
北海道端野町 - オウルンサロ（1992年締結、オウルンサロ音楽祭を通じた交流）
北海道壮瞥町 - ケミヤルヴィ（1993年締結、雪合戦を通じた交流）
北海道奈井江町 - ハウスヤルヴィ（1995年締結、社会福祉事業を通じた交流）
宮城県仙台市 - オウル（2005年締結、産業振興を通じた交流）
- その他

姉妹都市・友好都市提携に至っていないが、全国フィンランド友好団体連絡協議会に加盟する、埼玉県飯能市や長野県小海町などの自治体が継続的にフィンランドと交流を行っている。

## 外交使節

### 駐日フィンランド大使・公使

#### 駐日フィンランド代理公使
1. グスターフ・ラムステッド（1920～1929年）
2. A・ヴィンケルマン（1930～1933年）

#### 駐日フィンランド特命全権公使
1. フーゴ・ヴァルヴァンネ（1933～1939年）
2. カール・グスタヴ・イードマン（1939～1944年）
  - ※1944～1952年はフィンランドから日本への駐箚なし
  - ラグナー・スメースルンド（英語版）（在東京フィンランド総領事、1952～1957年）
3. ラグナー・スメースルンド（英語版）（総領事より昇格、1957～1962年）

#### 駐日フィンランド特命全権大使
1. ヤーコ・アホカス（1962～1968年、信任状捧呈は9月26日[28]）
2. オーケ・ヴィヒトル（英語版）（1968～1971年）
3. アールノ・カルヒロ（英語版）（1971～1972年）
4. オスモ・ラレス（英語版）（1972～1978年、信任状捧呈は9月20日[29]）
5. ヘンリック・ブルムステッド（1978～1984年）
6. パウリ・オパス（英語版）（1984～1990年）
7. ヘイッキ・カルハ（英語版）（1990～1994年、信任状捧呈は7月25日[30]）[31]
8. ペッカ・リントゥ（英語版）（1994～2000年、信任状捧呈は10月18日[32]）
9. エーロ・サロヴァーラ（2000～2005年、信任状捧呈は10月27日[33]）
10. ヨルマ・ユリーン（2005～2009年、信任状捧呈は12月1日[34]）
11. ヤリ・グスタフソン（フィンランド語版）（2009～2013年、信任状捧呈は10月13日[35]）
12. マヌ・ヴィルタモ（ロシア語版）（2013～2016年、信任状捧呈は9月18日[36]）
13. ユッカ・シウコサーリ（ロシア語版）（2016～2018年、信任状捧呈は9月20日[37]）
  - （臨時代理大使）ユハ・ニエミ（2018年）
14. ペッカ・オルパナ（フィンランド語版）（2018～2022年、信任状捧呈は11月14日[38]）
  - （臨時代理大使）ミーア・マリア・ラハティ（2022年）
15. タンヤ・ヤースケライネン（2022年～、信任状捧呈は12月19日[39]）